# 롤란시

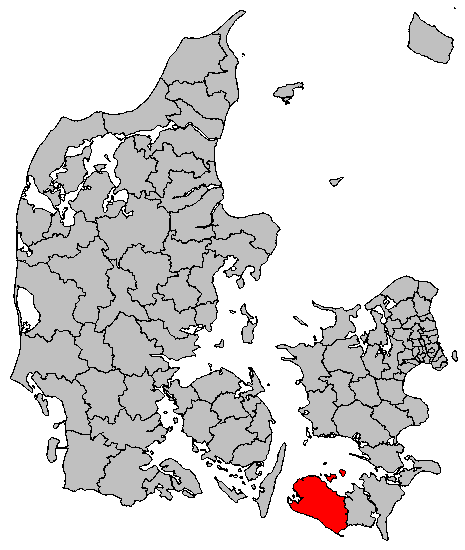
롤란시의 위치

롤란시(덴마크어: Lolland Kommune)는 덴마크 셸란 지역에 위치한 지방 자치체로 행정 중심지는 마리보이며 면적은 885.40km2, 인구는 42,285명(2012년 1월 1일 기준), 인구 밀도는 48명/km2이다. 롤란섬에 위치한다.